# DERAGAYA!
DERAGAYA!（デラガヤ!）は、主として愛知県名古屋市近郊で開催される、主に日本の声優や2.5次元俳優のトークを中心としたイベントの名称。

## 概要
2016年9月に名古屋で発足。
2016年9月、The Forest of Loldにて初回公演。
2017年10月8日のDERAGAYA!〜ナゴヤかな？トークショウ・だいさくとしょうちゃん〜にて、DERAGAYA!公式キャラクターの『デラ』と『ガヤ』の発表。
2019年8月9日、10日、11日にささしまライブエリア一帯で「DERAGAYA! FESTIVAL 2019」を開催。
2020年10月25日に世界文化遺産 下鴨神社にて朗読劇「鴨の音」の公演開始。

## 特徴
イベントの内容は基本的にはクローズドであり、各広告媒体を利用した宣伝や公開、発表、また円盤化をしていない。これは、来てくれた客に対して「その時だけの特別な時間を過ごしてもらいたい」ことを理由にしたものである。1日2公演の場合、両部ともに内容が異なるのも特徴。名古屋飛ばしが一般化している昨今、多くの人々が名古屋に訪れて欲しいというプロデューサーの思いから発足。
声優の岸尾だいすけがホストを務める〜ナゴヤかな？トークショウ〜では毎回異なるゲストを迎えて名古屋に関連したオリジナルなトーク内容による興行を行っている。
2018年10月に女性声優だけの出演による公演も開始された。
また、名古屋以外の地域に出張して開催されることが時々ある。

## 名称
青二プロダクションに所属している岸尾だいすけが『デラ名古屋を面白くするガヤ』の意味を込めて命名。
「デラ」「ガヤ」は、どちらも名古屋弁。
また2018年2月4日に行われたDERAGAYA!〜ナゴヤかな？トークショウ・だいさくとえぐぅ〜にて、オープニングトーク冒頭にて岸尾だいすけより『声優が「がや」るとお客さんがガヤガヤする』と発言し、後付けながら新しい意味を含む事となった。

## 公演記録
| 公演月                                                  | タイトル                                                                                        | 主な出演者 | 会場                                                                   |
| ------------------------------------------------------- | ----------------------------------------------------------------------------------------------- | --- | ---------------------------------------------------------------------- |
| 2016年9月18日                                           | DERAGAYA! 〜僕らの晩ごはん・だいさくとのじけん〜                                                | 岸尾だいすけ 野島健児 | The Forest of Lold/愛知県                                              |
| 2016年9月19日                                           | DERAGAYA! 〜ナゴヤかなトークショー・だいさくとゆうや〜                                          | 岸尾だいすけ 内田夕夜 | JAMMIN伏見/愛知県                                                      |
| 2016年9月                                               | DERAGAYA! 〜中村嘉惟人・小沼将太 トークイベント〜                                               | 中村嘉惟人 小沼将太 |                                                                        |
| 2017年1月21日                                           | DERAGAYA! 〜ナゴヤかな？トークショー・だいさくとマエヌ〜                                        | 岸尾だいすけ 前野智昭 | 名古屋市守山文化小劇場/愛知県                                          |
| 2017年2月11日                                           | DERAGAYA OS☆U 〜バレンタイン直前 全員集GOU☆SP!〜                                                | OS☆U | JAMMIN伏見/愛知県                                                      |
| 2017年5月21日                                           | DERAGAYA! 〜ナゴヤかな？トークショウ・だいさくとよっちん〜                                      | 岸尾だいすけ 吉野裕行 | 名古屋市青少年文化センター (アートピア)/愛知県                         |
| 2017年9月2日                                            | DERAGAYA! 仲田博喜〜名古屋が僕をおしゃべりにさせる〜                                            | 仲田博喜 | 西文化小劇場/愛知県                                                    |
| 2017年10月8日                                           | DERAGAYA! 〜ナゴヤかな？トークショウ・だいさくとしょうちゃん〜                                  | 岸尾だいすけ 森久保祥太郎                                                                                                  | 中電ホール/愛知県                                                      |
| 2017年12月24日                                          | DERAGAYA! XmasイブSpecial企画 〜彼女と誕生日&クリパやってるなう。に使っていいよ。〜。           | 原望奈美 竹内舞 山田恵里伽                                                                                                 | JAMMIN伏見/愛知県                                                      |
| 2018年2月4日                                            | DERAGAYA! 〜ナゴヤかな？トークショウ・だいさくとえぐぅ〜                                        | 岸尾だいすけ 江口拓也 | 名古屋能楽堂/愛知県                                                    |
| 2018年5月13日                                           | DERAGAYA! 東京出張SPイベント〇〇たちのかわいいイタズラ 〜佐々木もでるよ！〜                     | 男劇団 青山表参道X | サンパール荒川（小ホール） /東京都                                     |
| 2018年5月21日                                           | DERAGAYA! 宇野結也 Birthday Event 〜結〜                                                        | 宇野結也 | 四谷区民ホール/東京都                                                  |
| 2018年6月30日                                           | DERAGAYA! 仲田博喜〜名古屋が僕をおしゃべりにさせる 仲田博喜×校條拳太朗〜                        | 仲田博喜 校條拳太朗 | 東建ホール丸の内/愛知県                                                |
| 2018年7月15日                                           | DERAGAYA! 〜ナゴヤかな？トークショウ・だいさくとのぶ〜                                          | 岸尾だいすけ 岡本信彦 | 名古屋能楽堂/愛知県                                                    |
| 2018年10月7日                                           | DERAGAYA! 〜2周年〜                                                                             | 岸尾だいすけ 緑川光 平川大輔                                                                                               | 東建ホール丸の内/愛知県                                                |
| 2018年10月28日                                          | DERAGAYA! 〜2人のおかしなナゴヤ生活〜                                                           | 三上枝織 大久保瑠美 | 中京テレビ本社ビル1F プラザC /愛知県                                   |
| 2018年11月17日                                          | 定本楓馬 First Birthday Event DERAGAYA!東京出張SP                                               | 定本楓馬 | サンパール荒川（小ホール） /東京都                                     |
| 2019年2月10日                                           | DERAGAYA! 岸尾だいすけ×寺島拓篤×伊東健人 〜ナゴヤかな？三つ巴トークショウ〜                     | 岸尾だいすけ 寺島拓篤 伊東健人                                                                                             | 名古屋コンベンションホール /愛知県                                     |
| 2019年2月19日                                           | DERAGAYA! 吉澤翼×笹森裕貴 〜つばさとひろきの名古屋会。〜                                        | 吉澤翼 笹森裕貴 | 中京テレビ本社ビル1F プラザC /愛知県                                   |
| 2019年2月24日                                           | DERAGAYA! 〜2人のおかしなナゴヤ生活〜                                                           | 藤井ゆきよ 加隈亜衣 | 中京テレビ本社ビル1F プラザC /愛知県                                   |
| 2019年3月30日                                           | 久米島PRイベント・ゆんたく A Group Collaboration by:DERAGAYA!                                   | 新垣樽助 岸尾だいすけ 吉野裕行 平川大輔                                                                                    | 天王州 銀河劇場/東京都                                                 |
| 2019年4月6日                                            | DERAGAYA! 佐藤友咲×笹翼 DXツバサク会議〜ワイワイガヤガヤ楽しもう〜略してデラガヤ！              | 佐藤友咲 笹翼 | 中京テレビ本社ビル1F プラザC /愛知県                                   |
| 2019年4月19 - 20日                                      | DERAGAYA! 岩田・山際・湯本のアクセル全開イベントin東京〜チャレンジャーたちの挑戦！〜            | 岩田知樹 山際海斗 湯本健一 岡宮来夢 長田翔恩 池上翔 立花裕大 沢柳健 依田啓嗣 佐々木駿 中村嘉惟人 定本楓馬(4月19日のみ出演) | めぐろパーシモンホール 小ホール /東京都 大田区民プラザ 小ホール/東京都 |
| 2019年5月2日                                            | DERAGAYA! 竹中凌平×上仁樹                                                                       | 竹中凌平 上仁樹 | 名古屋コンベンションホール /愛知県                                     |
| 2019年5月18日                                           | DERAGAYA! 宇野結也 Birthday Event 〜結〜Pt.2                                                    | 宇野結也 佐奈宏紀 武藤賢人 岩田知樹                                                                                        | 目黒区中小企業センターホール /東京都                                   |
| 2019年7月6日                                            | 久米島朗読劇 くめよみ A Group Collaboration by:DERAGAYA!                                        | 新垣樽助 岸尾だいすけ 吉野裕行 平川大輔                                                                                    | 沖縄県久米島町 久米島町具志川村農村環境改善センター/沖縄県             |
| 2019年8月9日                                            | DERAGAYA! FESTIVAL 2019                                                                         | 古谷徹 中川翔子 A応P DKHi! 樽生 COCO AKINO with bless4 ガールズフィスト!!!!南松本高校パンクロック同好会 鈴木このみ         | Zepp Nagoya/愛知県                                                     |
| 2019年8月10日                                           | DERAGAYA! FESTIVAL 2019                                                                         | 岸尾だいすけ 森久保祥太郎 吉野裕行 代永翼 新垣樽助 内田彩 山下まみ 大空直美 のぐちゆり 古谷徹 野島健児                     | Zepp Nagoya/愛知県 名古屋コンベンションホール /愛知県                  |
| 2019年8月11日                                           | DERAGAYA! FESTIVAL 2019                                                                         | 岸尾だいすけ 中村悠一 鳥海浩輔 寺島 拓篤 伊藤かな恵 井口裕香 阿澄佳奈 阪本奨悟 前田誠二 森嶋秀太 堀江瞬 古谷徹 山口勝平    | 名古屋コンベンションホール/愛知県 中京テレビ本社ビル1F プラザC/愛知県  |
| 2019年9月29日                                           | 仲田博喜『flying Birthday event』〜誕生日はやっぱり皆と過ごしたい〜                             | 仲田博喜 岡宮来夢 | 京都ガーデンパレス/京都府                                              |
| 2019年10月5日                                           | DERAGAYA! 武藤賢人 Birthday Event                                                               | 武藤賢人 吉澤翼 森田桐矢                                                                                                   | ルーテル市谷ホール/東京都                                              |
| 2019年10月14日                                          | DERAGAYA! 阿久津仁愛×宇野結也『笑いのカド』                                                     | 阿久津仁愛 宇野結也 | 名古屋コンベンションホール /愛知県                                     |
| 2019年10月20日                                          | 世界遺産 下鴨神社 朗読                                                                          | 野沢雅子 陰山真寿美 | 下鴨神社 神服殿/京都府                                                 |
| 2019年11月2日                                           | 水江建太 Birthday Event 2019                                                                    | 水江建太 | パシフィコ横浜 アネックスホール/神奈川県                               |
| 2019年11月18日                                          | 定本楓馬 Birthday Event 2019                                                                    | 定本楓馬 佐藤祐吾 雷太 | かつしかシンフォニーヒルズ アイリスホール/東京都                       |
| 2019年12月8日                                           | DERAGAYA! 阪口大助×釘宮理恵                                                                     | 阪口大助 釘宮理恵 | ローズコートホテル/愛知県                                              |
| 2020年2月8日                                            | 渡部 大稀・園村 将司 BIRTHDAY SPECIAL EVENT 2020                                                | 渡部大稀 園村将司 世古口凌 木原健人 雷太 月岡弘一                                                                          | 赤坂チャンスシアター/東京都                                            |
| 2020年2月11日                                           | DERAGAYA! 佐藤聡美×明坂聡美                                                                     | 佐藤聡美 明坂聡美 | 中電ホール/愛知県                                                      |
| 2020年2月18日                                           | 加藤将×宇野結也 『新世界へようこそ』                                                            | 加藤将 宇野結也 | ベルサール神保町アネックス /東京都                                     |
| 2020年3月21日 コロナ感染拡大自粛により 開催延期日程未定 | DERAGAYA! 濱健人 × 益山武明                                                                     | 濱健人 益山武明 | 栄ガスビル 栄ガスホール /愛知県                                        |
| 2020年4月19日 コロナ感染拡大自粛により 開催中止         | DERAGAYA! 岸尾だいすけ×斉藤壮馬                                                                 | 岸尾だいすけ 斉藤壮馬 | ナディアパーク デザインホール/愛知県                                   |
| 2020年5月16日 コロナ感染拡大自粛により 開催延期日程未定 | DERAGAYA! 上仁樹 × 三山凌輝                                                                     | 上仁樹 三山凌輝 | 北文化小劇場/愛知県                                                    |
| 2020年6月27日 ニコニコ生放送 無観客配信                 | 岡宮来夢 単独イベント ニコニコ独占生中継                                                        | 岡宮来夢 | 文京シビックホール/東京都                                              |
| 2020年7月26日 無観客配信                                | DERAGAYA!Online #１ 岸尾だいすけ×島﨑信長 #２ 岸尾だいすけ×中井和也                             | 岸尾だいすけ 島﨑信長 中井和也                                                                                             | Streaming+にて オンライン有料配信                                      |
| 2020年8月29日 無観客配信                                | 世界文化遺産 比叡山延暦寺ライブ2020                                                             | 岡宮来夢 | Streaming+にて オンライン有料配信                                      |
| 2020年9月5日                                            | DERAGAYA! 上仁樹 × 三山凌輝                                                                     | 上仁樹 三山凌輝 | 名東文化小劇場/愛知県                                                  |
| 2020年10月17日 無観客配信                               | 仲田博喜『バースデーイベント』 ～DISTANCE～                                                     | 仲田博喜 | Streaming+にて オンライン有料配信                                      |
| 2020年10月25日                                          | 世界文化遺産 下鴨神社 朗読劇 鴨の音 第一夜『糺の風』                                            | 野沢雅子 中井和也 沢城みゆき 岸尾だいすけ 皆口裕子                                                                         | 下鴨神社/京都 Youtubeにて無料ライブ配信                                |
| 2020年11月2日 無観客配信                                | 水江建太 Birthday Event 2020                                                                    | 水江建太 | LINE CUBE SHIBUYA(渋谷公会堂)/東京都 Streaming+にて オンライン有料配信 |
| 2020年12月12日                                          | DERAGAYA! 竹中凌平 × 鷲尾修斗                                                                   | 竹中凌平 鷲尾修斗 | 東別院ホール/愛知県                                                    |
| 2020年12月28日                                          | 大忘年会！〜タツトーク！〜！Part１                                                              | 上仁樹 中島礼貴 こんどうようぢ 阿部快征                                                                                    | 大崎ブライトコアホール /東京都                                         |
| 2021年5月30日                                           | DERAGAYA! 濱健人 × 益山武明                                                                     | 濱健人 益山武明 | 西文化小劇場/愛知県                                                    |
| 2021年7月3日                                            | DERAGAYA! 長江里加×鬼頭明里                                                                     | 長江里加 鬼頭明里 | ナディアパーク デザインホール/愛知県                                   |
| 2021年7月17日                                           | DERAGAYA! 岸尾だいすけ×斉藤壮馬                                                                 | 岸尾だいすけ 斉藤壮馬 | 名古屋市公会堂4階ホール /愛知県                                        |
| 2021年10月16日 17日                                     | 世界文化遺産 下鴨神社 朗読劇 鴨の音 第二夜『読還-よみがえり-』                                  | 野沢雅子 岸尾だいすけ 下野紘 前野智昭 島﨑信長                                                                             | 下鴨神社/京都                                                          |
| 2021年12月5日                                           | DERAGAYA! 岸尾だいすけ ✕ 神尾晋一郎                                                             | 岸尾だいすけ 神尾晋一郎 | 名古屋市東別院ホール/愛知県                                            |
| 2021年12月29日                                          | 大忘年会タットーーク！〜Part2〜                                                                 | 上仁樹 坂口実成夢 竹中凌平 校條拳太朗                                                                                      | SUBIR AKASAKA TOKYO/東京都                                             |
| 2022年4月9日                                            | 世界文化遺産 下鴨神社 朗読劇 鴨の音 第二夜『読還-よみがえり-』 Blu-ray & DVD 発売記念特別試写会 | 岸尾だいすけ 下野紘 前野智昭 島﨑信長                                                                                      | 池袋HUMAXシネマズ/東京都                                               |
| 2022年5月21日                                           | DERAGAYA! 岸尾だいすけ × 谷山紀章                                                               | 岸尾だいすけ 谷山紀章 | 名古屋コンベンションホール/愛知県                                      |
| 2022年6月4日                                            | DERAGAYA! 井上麻里奈 × 田野アサミ                                                               | 井上麻里奈 田野アサミ | 西文化小劇場/愛知県                                                    |
| 2022年9月11日                                           | DERAGAYA! 岸尾だいすけ × 下野紘                                                                 | 岸尾だいすけ 下野紘 | ナディアパーク デザインホール/愛知県                                   |
| 2022年 10月22日23日                                     | 世界文化遺産 下鴨神社 朗読劇 鴨の音 第三夜『相生の轍』                                          | 野沢雅子 三木眞一郎 置鮎龍太郎 岸尾だいすけ 小野大輔                                                                       | 下鴨神社/京都                                                          |
| 2023年1月29日                                           | DERAGAYA! 岸尾だいすけ × 柿原徹也                                                               | 岸尾だいすけ 柿原徹也 | ナディアパーク デザインホール/愛知県                                   |
| 2023年2月19日                                           | DERAGAYA! 山根綺 × 土屋李央                                                                     | 山根綺 土屋李央 | 中電ホール/愛知県                                                      |
| 2023年5月28日                                           | DERAGAYA! 岸尾だいすけ × 八代拓 × 小林千晃                                                      | 岸尾だいすけ 八代拓 小林千晃                                                                                               | ナディアパーク デザインホール/愛知県                                   |
| 2023年6月25日                                           | DERAGAYA! 上田瞳 × Machico                                                                      | 上田瞳 Machico | ナディアパーク デザインホール/愛知県                                   |
| 2023年9月2日・3日                                       | DERAGAYA! 7周年公演                                                                             | 岸尾だいすけ 吉野裕行 島﨑信長 神尾晋一郎 森久保祥太郎 前野智昭 伊東健人                                                   | ナディアパーク デザインホール/愛知県                                   |

## その他の出演者
井上 貴太 (いのうえ たかひろ)
専門学校名古屋ビジュアルアーツ在籍中にアシスタントとしてデビュー。2018年4月より東京の声優養成所に入所。
2019年8月10日 DERAGAYA!FESTIVAL特設フリーステージでは古谷徹の進行アシスタントとして登壇。

## エピソード
- 2017年5月21日に行われた〜ナゴヤかな？トークショウ・だいさくとよっちん〜からトークショーがトークショウに変更になったが特に理由はない。
- 2017年10月8日に行われた〜ナゴヤかな？トークショウ・だいさくとしょうちゃん〜にて岸尾だいすけのモノマネが森久保祥太郎公認。 通称『クボラー』 https://twitter.com/MorikuBorn/status/916986305828995072 https://twitter.com/daisacusacu/status/917008593378881536
- 2018年2月4日に行われた〜ナゴヤかな？トークショウ・だいさくとえぐう〜にて能楽堂初の声優イベント。 https://twitter.com/DERAGAYA_NAGOYA/status/960109754117795840 また、岸尾だいすけが江口拓也を『たっくん』、江口拓也が岸尾だいすけを『だいさくさん』呼びが公認。
- 2018年10月28日に行われた〜2人のおかしなナゴヤ生活〜で女性声優だけによる同イベントが開始された。女性版としての初回出演者は声優の三上枝織と大久保瑠美。
- 2019年8月9日 - 11日 初の複数日程でのFESTIVALを開催。
- 2019年10月20日 世界遺産下鴨神社にて開催されました「えと祈願祭」にて、神服殿を舞台に野沢雅子、陰山真寿美にて朗読を公演。野沢雅子より翌年朗読劇を行う旨を発表。

## 作品

### DVD
- 「URAGAYA!」 仲田博喜×校條拳太朗 二人っきり犬山城下男旅。（2018年）
- 吉澤翼×笹森裕貴 つばさとひろきの名古屋会。The Movie（2019年）